# آرثر شيرلي
آرثر شيرلي (بالإنجليزية: Arthur Shirley)‏ هو منتج مسرحي ‏ ومخرج وممثل أسترالي، ولد في 31 أغسطس 1886 في أستراليا، وتوفي بنفس المكان في 24 نوفمبر 1967.

## وصلات خارجية
- آرثر شيرلي على موقع IMDb (الإنجليزية)
- آرثر شيرلي على موقع قاعدة بيانات الفيلم (الإنجليزية)